# Tonicia atrata
Tonicia atrata är en blötdjursart som först beskrevs av Sowerby 1840.  Tonicia atrata ingår i släktet Tonicia och familjen Chitonidae. Inga underarter finns listade i Catalogue of Life.